# Основные внутренние белки
Основные внутренние белки (англ. Major intrinsic proteins) — большое семейство порообразующих трансмембранных белков, объединённых на основе сходства аминокислотной последовательности. Белки этого семейства обладают двумя основными характеристиками каналов: (1) специфический транспорт воды аквапоринами и (2) транспорт низкомолекулярных незаряженных молекул, таких как глицерин переносчиками глицерина. 

## Структура
Белки семейства содержат 6 трансмембранных участков. Анализ последовательностей показывает, что все белки группы, видимо, в результате внутригенного повтора гена белка-предшественника с 3 трансмембранными участками. 
Некоторые белки группы определяют антигены групп крови. Например, аквапорин 1 определяет группу крови Колтона (Co). Некоторые белки имеют также присоединённые олигосахаридные или липидные группы .

## Белки человека сMIPдоменом
Аквапорины:
- Аквапорин 1 (AQP1)
- Аквапорин 2 (AQP2)
- Аквапорин 3 (AQP3)
- Аквапорин 4 (AQP4)
- Аквапорин 5 (AQP5)
- Аквапорин 6 (AQP6)
- Аквапорин 7 (AQP7)
- Аквапорин 8 (AQP8)
- Аквапорин 9 (AQP9)
- Аквапорин 10 (AQP10)
- Аквапорин 11 (AQP11)
- Аквапорин 12A (AQP12A)
- Аквапорин 12B (AQP12B)
- Основной внутренний белок волокон хрусталика (MIP)